# سناف اللحم
سناف اللحم أو خشم المسما أو قرورى هو موقع أثري. تقع في منطقة القصيم وسط المملكة العربية السعودية.

## الموقع
تعرف محليًا بـ خشم المسما، وتقع جنوب بلدة البعايث على بعد نحو 40 كم.

## التاريخ
حدد ياقوت الحموي موقع قرورى بأنه: «موضع بين المعدن والحاجر على اثني عشر ميلاً من الحاجر٬ فيها بركة لأم جعفر وقصر وبئر عذبة الماء رشاؤها نحو أربعين ذراعًا». كما وصف الحربي قرورى بقوله: «هو الجبل المشرف على المتعشى٬ مفرد وعليه علم بِّين٬ وبه بركتان في موضع واحد٬ يمنة ويسرة عند القصر. والقصر يمنة والجبل يسرة واحدى البركتين زبيدية مدورة٬ والأخرى مربعة يسرة». أما الرحالة ابن جبير فقد وصف الموقع خلال زيارته له في نهاية القرن السادس الهجري 580 هـ الموافق 1184م بقوله: «وسادس يوم رحيلنا على ماء يعرف بالقارورة٬ وهي مصانع مملوءة بماء المطر٬ وهذا الموضع هو وسط أرض نجدا».

## الآثار
يحتوي الموقع الأثري على بقايا لمباني متناثرة وآبار ووحدات سكنية٬ وهي بناء كبير الحجم مستطيل الشكل تبدو فيه الأساسات الحجرية وتفاصيل بعض الغرف السكنية٬ وهو أشبه ما يكون بالحصن أو القصر٬ وتدل نتائج المسح الأثري على وجود مسجد صغير ملحق بهذا القصر في الجهة
الشمالية الشرقية٬ وتصل المساحة الكلية للبناء إلى (55.5×53.5م). كما تظهر في الموقع بركتان كبيرتان إحداهما دائرية يبلغ قطرها 25 متر٬ أما الأخرى فمربعة طول ضلعها 26.7 متر٬ وتظهر في الموقع الرجوم والأعلام القديمة التي تحدد موقع سناف اللحم٬ آثارها باقية حتى اليوم في الجهة الشمالية من القصر٬ وكذلك في الناحية الجنوبية الغربية للموقع.